# Веряця
Веря́ця (угор. Veréce) — село в Королівській громаді Берегівського району Закарпатської області України. Населення становить 2032 особи (станом на 2001 рік).

## Географія
| Клімат Веряці           | Клімат Веряці | Клімат Веряці | Клімат Веряці | Клімат Веряці | Клімат Веряці | Клімат Веряці | Клімат Веряці | Клімат Веряці | Клімат Веряці | Клімат Веряці | Клімат Веряці | Клімат Веряці | Клімат Веряці |
| Показник                | Січ.          | Лют.          | Бер.          | Квіт.         | Трав.         | Черв.         | Лип.          | Серп.         | Вер.          | Жовт.         | Лист.         | Груд.         | Рік           |
| Середній максимум, °C   | 0,7           | 3,1           | 9,1           | 15,8          | 21,0          | 23,9          | 25,6          | 25,1          | 21,2          | 15,4          | 8,0           | 2,8           | 14,3          |
| Середня температура, °C | −2,7          | −0,4          | 4,5           | 10,4          | 15,2          | 18,3          | 19,8          | 19,2          | 15,6          | 10,1          | 4,6           | 0,0           | 9,5           |
| Середній мінімум, °C    | −6            | −3,9          | −0,1          | 5,0           | 9,5           | 12,7          | 14,0          | 13,4          | 10,0          | 4,9           | 1,2           | −2,7          | 4,8           |
| Норма опадів, мм        | 46            | 39            | 41            | 49            | 72            | 91            | 78            | 71            | 47            | 44            | 52            | 60            | 690           |
| ----------------------- | ------------- | ------------- | ------------- | ------------- | ------------- | ------------- | ------------- | ------------- | ------------- | ------------- | ------------- | ------------- | ------------- |
| Джерело:                |               |               |               |               |               |               |               |               |               |               |               |               |               |

### Флора
Поблизу села зафіксоване єдине в Україні достовірне місцезнаходження виду Плаунчик швейцарський, підтверджене кількома гербарними зборами різних колекторів.

## Історія
З давніх — давен відважні плотогони сплавляли свої плоти–бокори аж до гирла Дунаю. Її виконували лише сміливці, які добре знали повадки та підступність швидкісних гірських річок, де на них чатували круті повороти, пороги. Недалеко від села височить скеля, у народі яку прозвали Кип (по угорськи — портрет). Тиса з величезною силою ударялась об неї, зразу ж роблячи круглий поворот, утворюючи вир (крутіль). Тут ставалися нещасні випадки з бокорашами, які сплавляли сіль. Рідні загиблих просили показати і розповісти про місце трагедії, їм відповідали «у вирачу!» — множина від іменника вир — вирача. Звідси пішла назва села Вирача, за народною етимологією, Веряця ж літературний варіант.
А скеля, об яку ударялись бокораші на сьогоднішній день називається «Марія Терезія», про яку до нас дійшла така легенда: «У сиву давнину, коли ліс та сіль справляли бокорами, люди розбивалися об цю скелю. На Тисі піднімалася буря і бокораші не бачили виступ гострої скелі, тому й розбивалися на смерть. Так трапилося і з чоловіком
Марії Терезії. Вони проживали в Хусті, а після смерті чоловіка вона приїхала в село Веряця і поселилася на скелі Кип. (так називали її на той час в селі). Власноручно в ній видовбала печеру, з каменя зробила стіл та ліжко, роздобула пальне і в час, коли на річці піднімався шторм, палила на довгій палиці факел, бралася однією рукою за дерево, а іншою давала знак бокорашам. Бокораші з далеку направляли свої бокори на середину річки і небезпечно пропливали повз скелі. Після її смерті істориками нашого села було зібрано матеріал і тільки тоді цю скелю назвали Марія Терезія на честь її імені. Зараз цю скелю відвідує багато людей. На сьогоднішній день збереглися стіл, ліжко та деякі інші речі того часу. Ось така легенда дійшла до нас про назву скелі — Марія Терезія».
Про перше заселення території сучасного села свідчать найдена тут давнього палеоліту стоянка біля 500 тисяч років тому назад, скарб бронзових виробів (кінець ІІ тисячоліття до н. е.) і період пізньої залізної доби VII—VI століття до н. е.
Про давню історію села свідчать археологічні розкопки, проведені Академією Наук України під керівництвом доктора історичних наук, професора Гладиліна Владислава Миколайовича. Археологічна експедиція науково доказала, що на території села Веряці з'явилася первісна людина около 1 млн років тому назад.
Перша згадка про село в 1355 році і пов'язана вона з наданням королівської грамоти Королеву, Сасову, Чорнотисову і Веряці. Найбільш імовірно, що основу села склав служивий люд із замку Нялаб, який стрімко піднімається над населеним пунктом.
протягом століть в селі з'являлися нові прізвища: 1567 рік — Феєр, Гузар, Кочіш, Ковач, Поп, Шафі, 1574 — Товт, 1572 — Олаг, Орос, Сас, 1638 — Густі, 1699 — Продан, Ярема, 1743 — Івегеш, Варга, Бородко, Греньо, Попович, 1775 рік — Гріга, Лемак, Леньо, Пелехач, Ланьо, Лоботі.
Наприкінці XVIII ст. та середині ХІХ ст.. в селі був добре розвинений такий народний промисел як ткацтво.
На початку 20 ст. в Угорщині почали працювати рудники і шахти з видобутку трахіту і андезиту в Веряці та лігніту в с. Горбки.
12 лютого 1939 року відбулись вибори до Сойму Карпатської України, на яких абсолютну більшість голосів виборців (близько 92,4 %) здобули кандидати Українського національного об'єднання. У селі Веряця, яке належало до округи «Севлюш», за УНО проголосуволи 498 виборців, проти — 1.[джерело?]
16 — 20 березня 1939 року на річці Тисі було розстріляно з Веряці 17 чоловік.
В 1947 році в зоні села Горбки, яке зараз підпорядковується до Веряцької сільської ради, відкрили буровугільну шахту, яка забезпечувала допливом всі села Затисянщини та інші райони області. З 1945 року працюють два щебеневі заводи, продукція яких іде на будівництво залізниць і шосейних доріг.
В 1961 році на базі шахти відкрито глино — порошковий завод бетоніту.
На річці Тиса поблизу Веряці є скеля Мерії Терезії, об яку в минулому часто розбивалися бокораші, які сплавляли ліс із Верховини до Угорщини. Для уникнення нещасть вірниками із Веряці та священиками було встановлено освячену статую в скеляній печері. Тепер ця печера стала цікавим об'єктом для любителів водного туризму.
В 1751 році згадується дерев'яна церква Різдва Пресвятої Богородиці. В 1775 році йдеться про стару дерев'яну церкву. Метричні записи з 1798 року. Теперішня мурована церква, прикрашена 4-рядним іконостасом з образами, намальованими олією на блясі. Розпочато її будівництво в 1812 році, а закінчено в 1832 році. Перший священик, про якого є згадки, це Брусенич-Піото Базіл (1719 і 1739).
Церква Різдва пр. богородиці. 1812.
У 1751 р. згадується дерев'яна церква Різдва, «шинґлами крита, з вежею, у доброму стані, образами доста красними заосмотрена, кромі великого олтаря». У церкві, освяченій архідияконом Григорієм Копянським, було кілька дзвонів, 5 дерев'яних свічників. Євхаристія зберігалася в малій дерев'яній вежці.
У 1775 р. знову йдеться про стару дерев'яну церкву «із найсильніших брусів (четверокутних тесаних бервен) парохіянами поправлену, малу поправку потребує і теперь». Теперішня мурована церква — однонавна базиліка, прикрашена 4-рядним іконостасом з образами, намальованими олією на блясі. Шематизм 1915 р. датує церкву 1832 роком.
Священик Юлій Іванчо був в'язнем більшовицьких таборів з 1949 по 1954 р.

## Населення
Станом на 1989 рік у селі проживало 1907 осіб, серед них — 935 чоловіків і 972 жінки.
За даними перепису населення 2001 року в селі проживали 2032 особи. Рідною мовою назвали:
| Мова       | Кількість осіб | Відсоток |
| ---------- | -------------- | -------- |
| українська | 1997           | 98,28 %  |
| угорська   | 17             | 0,84 %   |
| російська  | 14             | 0,69 %   |
| білоруська | 2              | 0,10 %   |
| молдовська | 1              | 0,05 %   |
| інші       | 1              | 0,04 %   |

## Політика
Голова сільської ради — Грабовчак Михайло Михайлович, 1972 року народження, вперше обраний у 2016 році. Інтереси громади представляють 14 депутатів сільської ради:
| Партія        | Кількість депутатів | Відсоток |
| ------------- | ------------------- | -------- |
| самовисування | 14                  | 75,00 %  |

На виборах у селі Веряця працює окрема виборча дільниця, розташована в приміщенні будинку культури. Результати виборів:
- Вибори Президента України 2004 (перший тур): 1094 виборці взяли участь у голосуванні, з них за Віктора Януковича — 48,99 %, за Віктора Ющенка — 42,14 %, за Олександра Яковенка — 1,65 %[10].
- Вибори Президента України 2004 (другий тур): 1074 виборці взяли участь у голосуванні, з них за Віктора Януковича — 49,07 %, за Віктора Ющенка — 48,23 %[11].
- Вибори Президента України 2004 (третій тур): зареєстровано 1488 виборців, явка 72,18 %, з них за Віктора Ющенка — 58,01 %, за Віктора Януковича — 37,71 %[12].
- Парламентські вибори 2006: зареєстровано 1455 виборців, явка 72,23 %, найбільше голосів віддано за партію «Відродження» — 23,88 %, за Партію регіонів — 21,69 %, за блок Наша Україна — 21,50 %[13].
- Парламентські вибори 2007: зареєстрований 1501 виборець, явка 56,83 %, найбільше голосів віддано за Партію регіонів — 37,40 %, за блок Блок Юлії Тимошенко — 29,19 %, за блок Наша Україна — Народна самооборона — 20,75 %[14].
- Вибори Президента України 2010 (перший тур): зареєстровано 1545 виборців, явка 62,91 %, найбільше голосів віддано за Віктора Януковича — 37,76 %, за Юлію Тимошенко — 21,81 %, за Арсенія Яценюка — 12,86 %[15].
- Вибори Президента України 2010 (другий тур): зареєстровано 1535 виборців, явка 60,65 %, з них за Юлію Тимошенко — 47,05 %, за Віктора Януковича — 46,94 %[16].
- Парламентські вибори 2012: зареєстровано 1568 виборців, явка 56,25 %, найбільше голосів віддано за Всеукраїнське об'єднання «Батьківщина» — 31,41 %, за УДАР — 25,96 % та Партію регіонів — 22,45 %.[17] В одномандатному окрузі найбільше голосів отримав Іван Балога (Єдиний Центр) — 57,03 %, за Івана Бушка (Партія регіонів) — 28,57 %, за Олександру Ленд'єл (УДАР) — 4,73 %[18].
- Вибори Президента України 2014: зареєстровано 1562 виборці, явка 58,64 %, з них за Петра Порошенка — 70,74 %, за Олега Ляшка — 9,28 %, за Юлію Тимошенко — 6,77 %[19].
- Парламентські вибори в Україні 2014: зареєстровано 1573 виборці, явка 45,45 %, найбільше голосів віддано за «Народний фронт» — 32,87 %, за Блок Петра Порошенка — 25,31 % та Об'єднання «Самопоміч» — 8,11 %.[20] В одномандатному окрузі найбільше голосів отримав Іван Балога (самовисування) — 50,63 %, за Євгенія Ярину (самовисування) проголосували 20,98 %, за Іштвана Петрушку («Народний фронт») — 9,37 %[21].

## Відомі уродженці
- Полянський Олександр (1890—1952) — український педагог, політик, письменник, діяч освіти.
- Агій Франц (1899–?) — освітній діяч на Закарпатті, автор першої української фонетичної граматики «Жива мова» і статей на педагогічні теми.
- Довбак Адальберт (1907—1988) — український політичний діяч, депутат Сойму Карпатської України.

## Туристичні місця
- Поблизу села зафіксоване єдине в Україні достовірне місцезнаходження виду Плаунчик швейцарський, підтверджене кількома гербарними зборами різних колекціонерів.
- Скеля, об яку ударялись бокораші на сьогоднішній день називається «Марія Терезія»
- Давня стоянка часів палеоліту біля 500 тисяч років тому,
- Скарб бронзових виробів (кінець ІІ тисячоліття до н. е.)
- Період пізньої залізної доби VII—VI століття до н. е.
- Шахти з видобутку трахіту і андезиту
- Буровугільна шахта
- Храм  Різдва пр. богородиці. 1812